# Bürgermeisterei Brühl
Die Bürgermeisterei Brühl und die Bürgermeisterei Brühl-Land waren Bürgermeistereien im Landkreis Köln in der preußischen Rheinprovinz. Ihr Gebiet gehört heute zu den Städten Brühl und Wesseling im Rhein-Erft-Kreis.

## Geschichte
Der Raum Brühl gehörte historisch zu Kurköln. Von 1798 bis 1814 standen alle linksrheinischen Gebiete unter französischer Herrschaft. Während dieser Zeit wurde nach französischem Vorbild die Mairie Brühl eingerichtet, die zum Kanton Brühl im Arrondissement Köln des Rur-Departements gehörte. Nachdem das Rheinland 1814 an Preußen gefallen war, wurde aus der Mairie Brühl die preußische Bürgermeisterei Brühl, die 1816 zum neuen Landkreis Köln kam.
Die Bürgermeisterei Brühl umfasste zunächst sechs Gemeinden:
- Badorf
- Berzdorf
- Brühl
- Kierberg
- Schwadorf
- Vochem

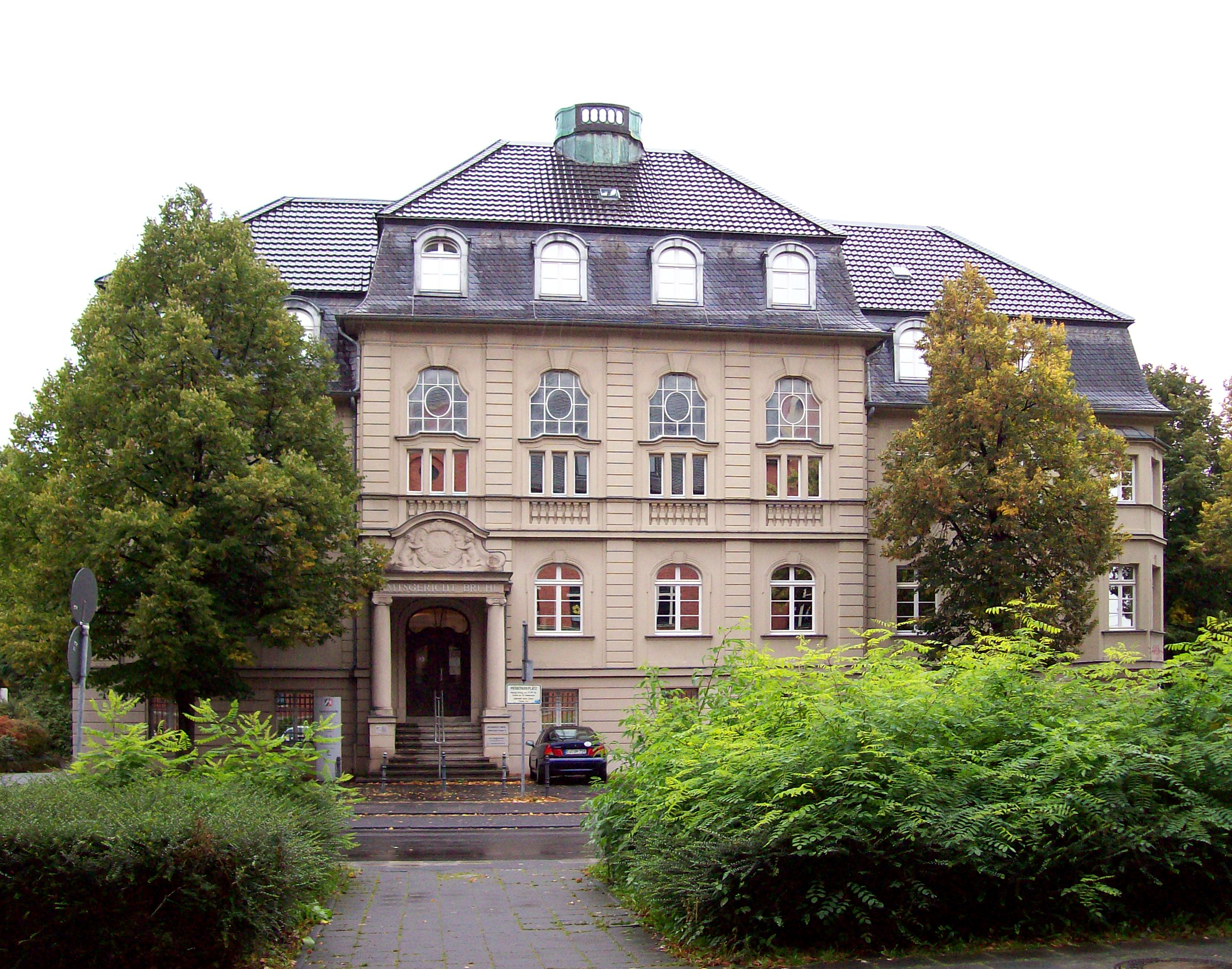
Ehemaliges Rathaus Brühl-Land, heute Sitz des Amtsgerichts

Am 12. April 1910 erhielt Brühl die Rheinische Städteordnung. Die fünf übrigen Gemeinden Badorf, Berzdorf, Kierberg, Schwadorf und Vochem bildeten seitdem die Bürgermeisterei Brühl-Land. Für die Bürgermeisterei Brühl-Land wurde 1913 an der heutigen Clemens-August-Straße ein eigenes Rathaus errichtet.
Am Ende des Jahres 1927 wurde die Bezeichnung aller rheinischen Landbürgermeistereien in „Amt“ geändert. Die Bürgermeisterei Brühl-Land hieß nun Amt Brühl-Land.
Am 1. Oktober 1932 wurden die vier Gemeinden Badorf, Kierdorf, Schwadorf und Vochem des Amtes Brühl-Land in die Stadt Brühl eingemeindet während die Gemeinde Berzdorf zum Amt Wesseling kam.

## Einwohnerentwicklung
| Jahr | Bürgermeisterei Brühl | Bürgermeisterei Brühl | Quelle |
| ---- | --------------------- | --------------------- | ------ |
| 1843 | 03.088                | 03.088                | [ 4 ]  |
| 1871 | 06.960                | 06.960                | [ 5 ]  |
| 1885 | 08.584                | 08.584                | [ 6 ]  |
|      | Stadt Brühl           | Brühl-Land            |        |
| 1910 | 08.398                | 09.168                | [ 7 ]  |
| 1925 | 11.228                | 11.233                | [ 8 ]  |